# Церковная улица (Зеленогорск)
Церко́вная у́лица — улица в городе Зеленогорске Курортного района Санкт-Петербурга. Проходит от проспекта Ленина до Приморского шоссе.
Изначально (как минимум с 1902 года) Церко́вной улицей (Kirkonkatu) в городе Териоки (Terijoki) именовалась часть нынешнего Приморского шоссе от нынешнего проспекта Ленина до границы с посёлком Комарово. По версии Большой топонимической энциклопедии, наименование было связано с тем, что поблизости (на проспекте Ленина, 13) находится евангелическо-лютеранская церковь. Однако, эта кирха была построена в 1908 году, существенно позднее первого упоминания Церковной улицы. Скорее, улицу называли по стоявшему на ней первому православному храму Териок — деревянной Казанской церкви, располагавшейся с 1880-х годов на месте современного дома 533 по Приморскому шоссе (сгорела в 1907 году).

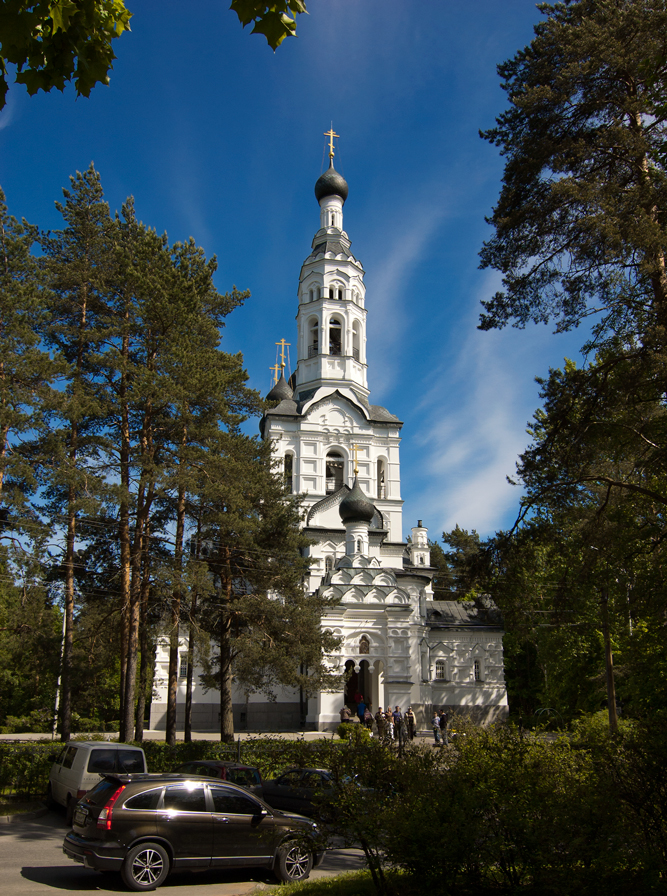
Казанская церковь, вид с Церковной улицы

Очевидно, после открытия в 1915 году новой православной Казанской церкви (современный адрес — Приморское шоссе, 547), расположившейся в небольшом проезде от нынешнего проспекта Ленина до Приморского шоссе, название Церковная улица перешло на него.
В период 1917—1939 годов, когда Териоки (Terijoki) находились на территории Финляндской республики, употреблялся только финский аналог этого же названия — Kirkonkatu.
Когда было присвоено название Клубная улица, а также какой именно клуб послужил причиной присвоения, неясно. Версия Большой топонимической энциклопедии, которая связывает это название с клубом и кинотеатром, находившимся в советский период в здании кирхи на проспекте Ленина, 13, представляется недостаточно обоснованной.
20 октября 2015 года топонимическая комиссия Санкт-Петербурга приняла решение вернуть Клубной улице прежнее название Церковная. С инициативой выступило МО «Город Зеленогорск», которое просило осуществить возвращение «в честь 100-летия освящения храма Казанской иконы Божией матери». Официально переименование состоялось 28 декабря 2016 года.
Не дожидаясь официального переименования, не позднее декабря 2015 года на обоих въездах на Клубную улицу были установлены указатели с названием «Улица Церковная».

## Перекрёстки
- Проспект Ленина
- Парковая улица
- Приморское шоссе